# Chen Huan
 Chen Huan  (chinesisch 陈奂, W.-G. Ch’en Huan; geboren 1786; gestorben 1863), zi: Zhuoyun 倬雲，hao: Shuofu 碩甫, war ein chinesischer Philologe aus der Zeit der Qing-Dynastie. Er ist Verfasser eines Subkommentares zum  Buch der Lieder in Maos Version (Maoshi 毛诗).
Der chinesische Mathematiker  Li Shanlan (1811–1882) war sein Schüler.

## Publikationen (Auswahl)
- Shi Maoshi zhuanshu 诗毛氏传疏 (Huang Qing jingjie xubian  皇清经解续编) (vgl. HYDZD-Bibliographie Nr. 3)